# Розум, Александр Григорьевич
Александр Григорьевич Розум (16 апреля 1923, Ромашково — 24 января 1987, Москва) — советский певец-баритон, педагог, народный артист РСФСР (1978).

## Биография
Родился в крестьянской семье, в которой было семь сыновей. В 1941 году поступил в Институт философии и литературы в Москве, но не закончил из-за начавшейся Великой Отечественной войны. Работал на фабрике, участвовал в художественной самодеятельности.
В 1949 году стал лауреатом Смотра художественной самодеятельности под председательством педагога ГМПИ им. Гнесиных Г. Г. Адена, к которому вскоре поступил учиться. В 1949—1955 годах учился в ГМПИ им. Гнесиных (класс Г. Г. Адена).
Одновременно с учёбой в 1949—1952 годах был солистом хора русской песни Всесоюзного радио  Гостелерадио СССР. С 1952 года — в Ансамбле советской оперы ВТО, а с 1954 года — в Московской филармонии.
Был первым исполнителем главных партий в операх «Укрощение строптивой» В. Шебалина, «Три толстяка» В. Рубина, «Заря» К. Молчанова. Стал первым исполнителем таких песен как «Песня о Родине» и «Песня о Москве» С. Туликова, «Солдаты идут» К. Молчанова. Много работал с композиторами А. Новиковым, В. Соловьевым-Седым, В. Мурадели, С. Туликовым, А. Островским, Т. Хренниковым, А. Хачатуряном, Г. Свиридовым, В. Левашовым.
Гастролировал в почти 50 странах мира, награждался почетными орденами и медалями этих государств.
В последние годы жизни преподавал в Институте им. Гнесиных.
Умер 24 января 1987 года в Москве, похоронен на Кунцевском кладбище.

## Семья
- Жена — Галина Рождественская (1925—2001), профессор Российской Академии музыки им. Гнесиных, дирижёр-хормейстер Академического хора русской песни Радио и Телевидения России, народная артистка Российской Федерации[2].
- Сын — пианист Юрий Розум (род. 1954), народный артист России.

## Награды и премии
- Заслуженный артист РСФСР (26.07.1967).
- Народный артист РСФСР (28.04.1978).
- Лауреат шести Всероссийских и Всесоюзных конкурсов вокалистов, в том числе Всесоюзного конкурса на лучшее исполнение произведений советских композиторов (2-я премия, 1960).

## Память
- Детская школа искусств № 2 им. А. Г. Розума города Ржева.